# غرائييه

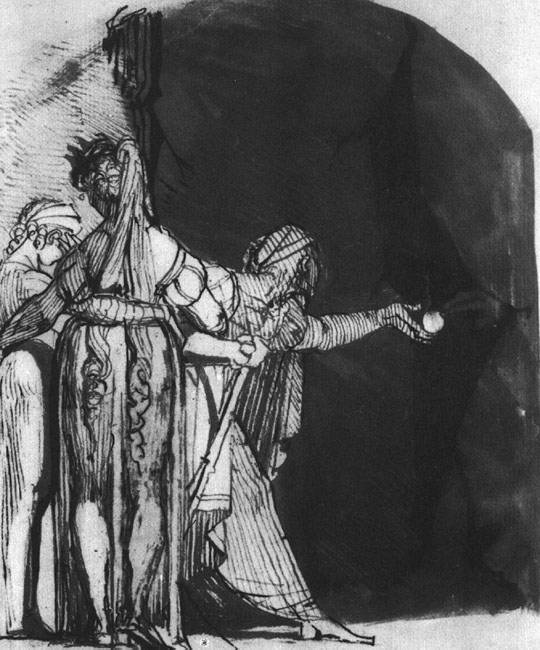
لوحة إرجاع بيرسيوس لعين النسوة غرائييه مرسومة من قبل هنري فوسيلي

غرائييه أو غراياي (باليونانية: Γραῖαι)‏ هو مصطلح أطلق على ثلاث نسوة شقيقات مسنات في الميثولوجيا الاغريقية لهن كلهن عين واحدة وسن واحدة وكانت أسمائهن دينو و إنيو و بيمفريدو، وهن بنات كيتو وفوركيس وشقيقات غورغون.